# Ascogaster acutiventris
Ascogaster acutiventris är en stekelart som beskrevs av Vladimir Ivanovich Tobias 1986. Ascogaster acutiventris ingår i släktet Ascogaster och familjen bracksteklar. Inga underarter finns listade.